# Friedenstraße (München)
Die Friedenstraße ist eine Innerortsstraße im Stadtbezirk Berg am Laim (Nr. 14) von München.

## Verlauf
Die Straße beginnt an der Rosenheimer Straße östlich der Bahnunterführung und schließt das Werksviertel, eine frühere Gewerbefläche im Osten der Ostbahnhofs, nach Westen ab. Sie endet an der Berg-am-Laim-Straße östlich der Bahnunterführung.

## Öffentlicher Verkehr
Der Ostbahnhof, der zugleich das Ende der S-Bahn-Stammstrecke ist, liegt unmittelbar westlich der Friedenstraße, seine Bahnkörper verlaufen parallel zur Straße. Ein Haltepunkt der Zweiten S-Bahn-Stammstrecke ist unter der Friedenstraße geplant. Die Verbindung zu den S-Bahn-Gleisen erfolgt durch einen alle Gleise, auch die Fernbahngleise, unterquerenden Fußgängertunnel. Ein weiterer Fußgängertunnel unterquert die Gleise etwas weiter nördlich, ohne einen Bahnsteigzugang zu schaffen. Westlich des Zugangs liegt der U-Bahnhof Ostbahnhof der U-Bahn-Linie U 5. In der Straße verkehren die Stadtbuslinien 190 und 191. Durch die Berg-am-Laim-Straße führt die Trambahnlinie 21.

## Namensgeber
Die Straße ist nach dem Frieden von Frankfurt, der den Deutsch-Französischen Krieg von 1870/71 beendete, benannt.

## Charakteristik

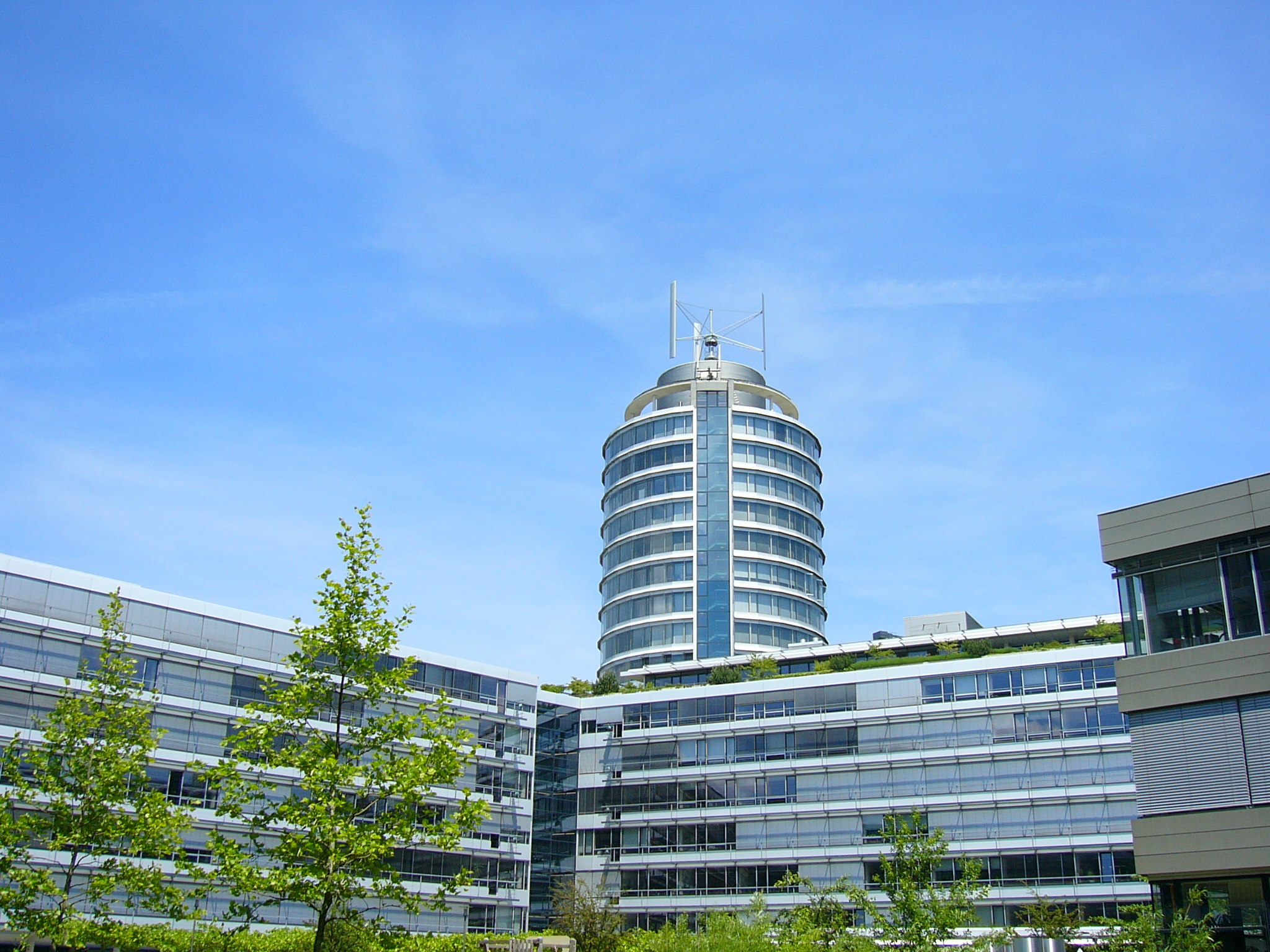
Technischs Rathaus, Blick vom Hof aus

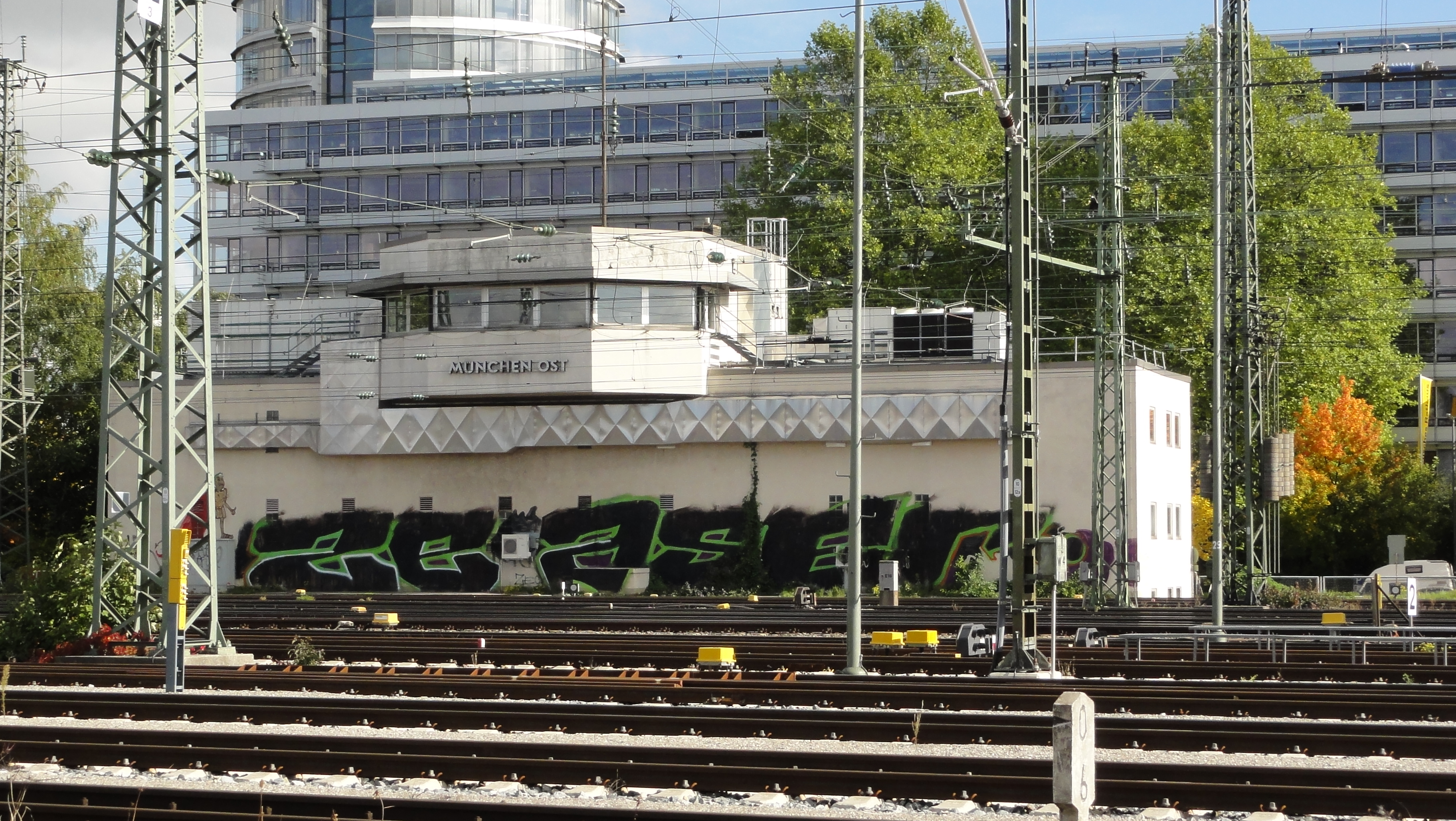
Stellwerk Bahnhof München Ost, dahinter das Technische Rathaus

Die Straße an der Grenze zwischen den Stadtbezirken Au-Haidhausen und Berg am laim trennt den Bahnkörper des Ostbahnhofs im Süden vom Werksviertel, weiter nördlich befindet sich auf der Ostseite Wohnbebauung, ganz im Norden (Hausnr. 40) das Technische Rathaus. Die Bebauung beschränkt sich fast ausschließlich (mit Ausnahme des Stellwerks und des Zugangs zum Fußgängertunnel im Ostbahnhof) auf die Ostseite (gerade Hausnummern). An der Straße liegt nördlich der Einmündung der Grafinger Straße ein Großmarkt.

## Geschichte

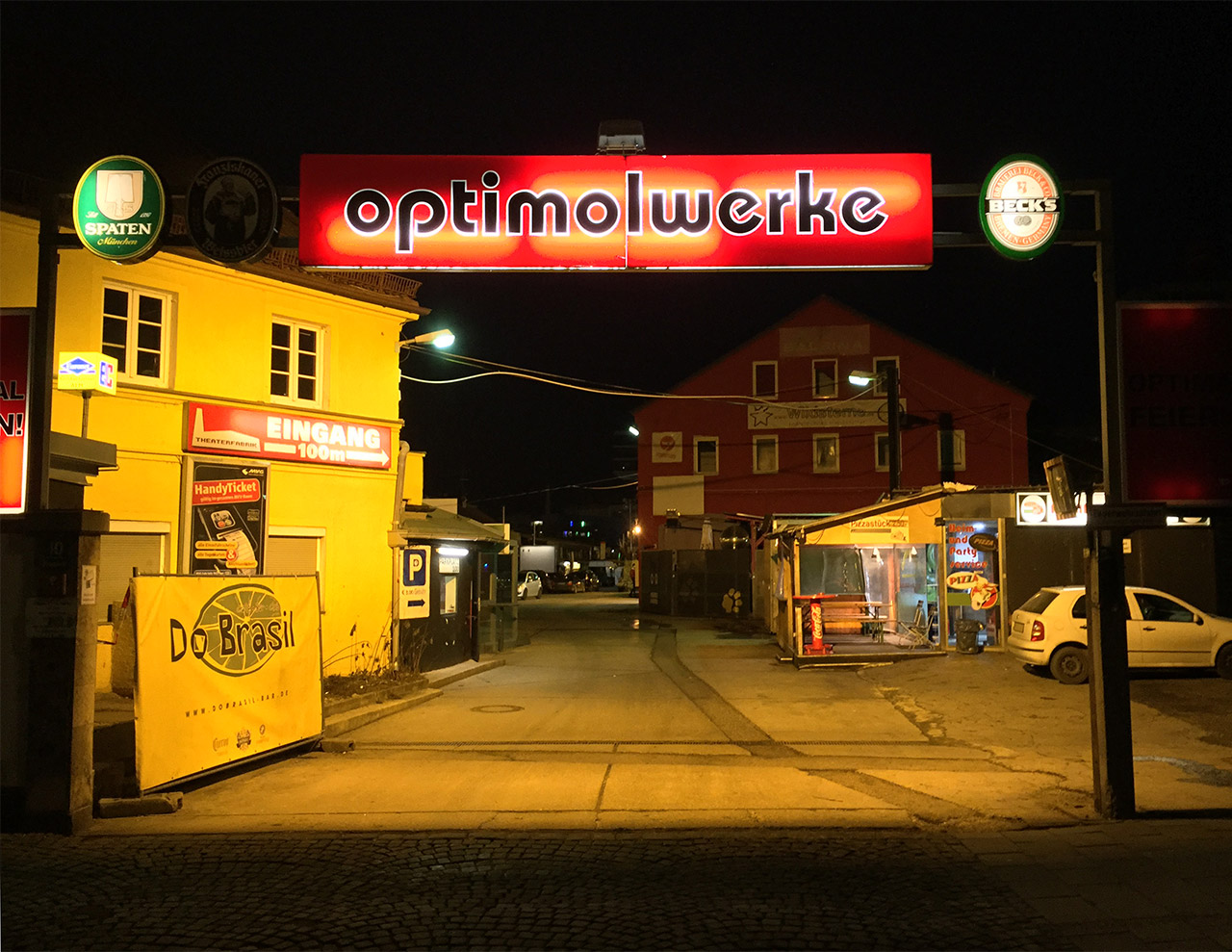
Clubgelände Optimolwerke

An der Ecke zur Rosenheimer Straße befand sich bis in die 1930er Jahre das Maffeischlösschen. An der Straße stand bis 2018 das Clubgelände auf dem Grundstück der früheren Optimolwerke, das im Werksviertel aufgegangen ist.

## Denkmalgeschützte Bauwerke

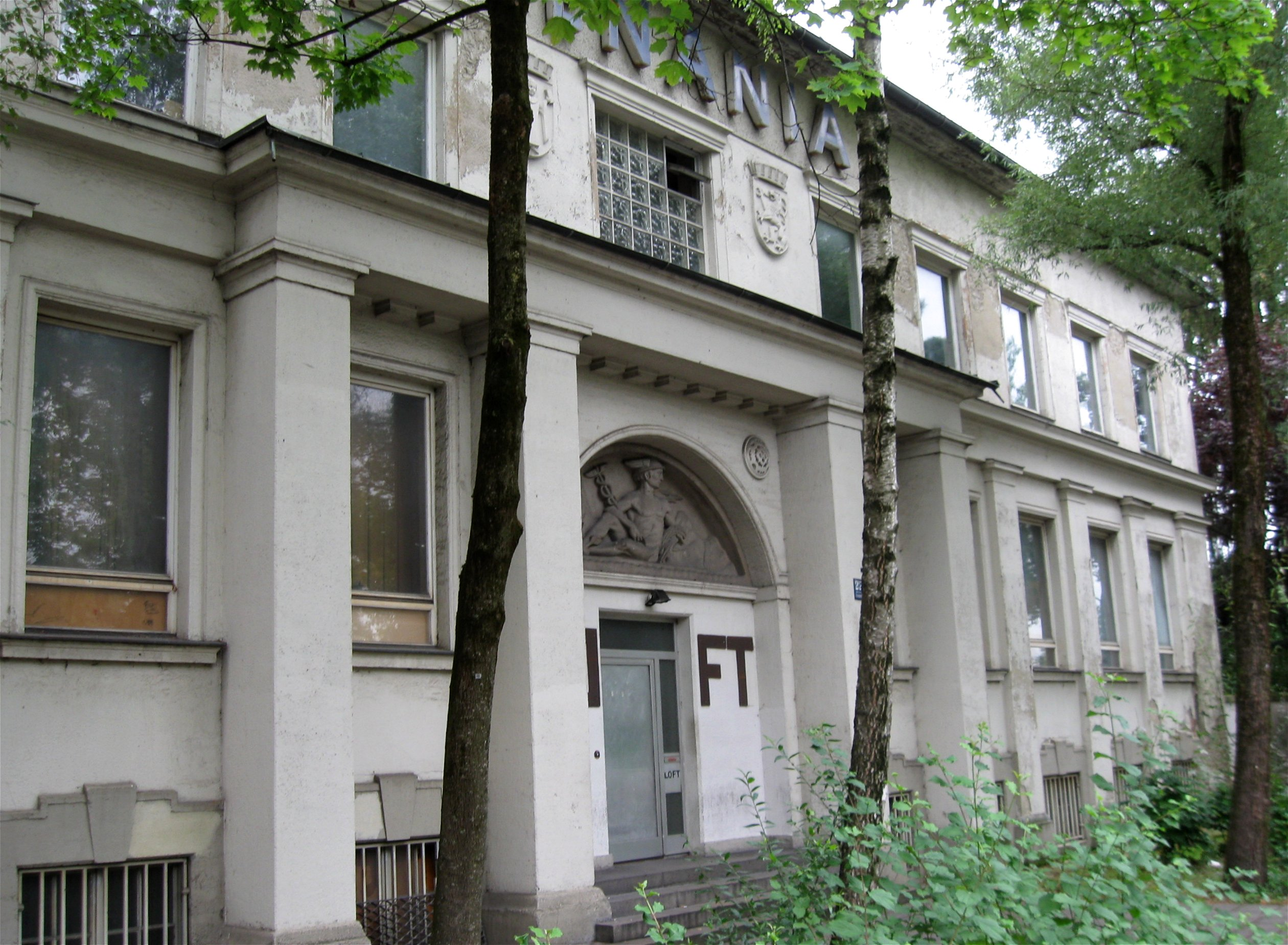
Rhenania-Gebäude Hausnr. 22

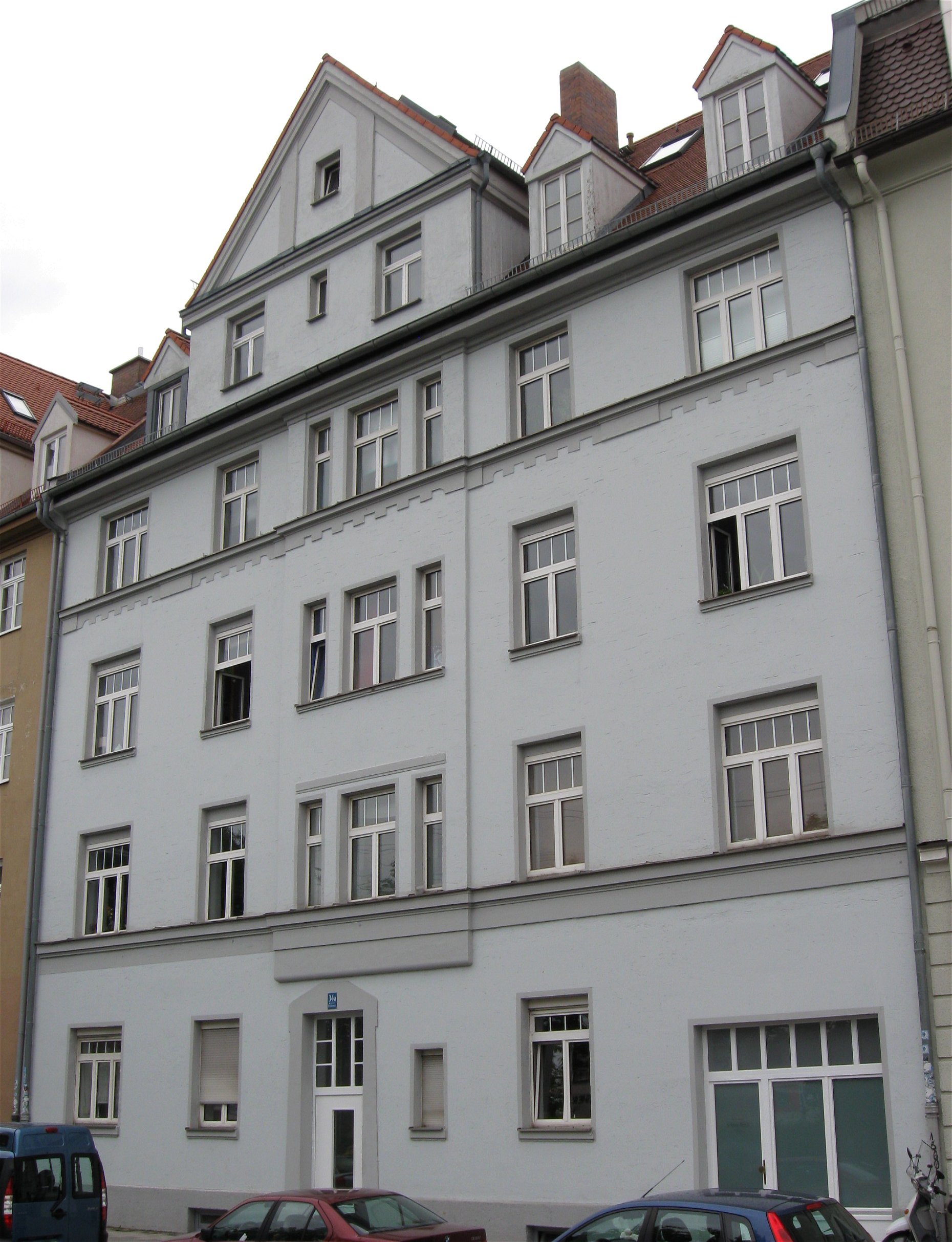
Friedenstraße 34a

- Friedenstraße 22: Ehemaliges Verwaltungsgebäude Firma Rhenania, zweigeschossiger Walmdachbau mit Pilastergliederung und Merkurrelief im Bogenfeld über dem Eingang, neuklassizistisch, um 1920 (Denkmalliste D-1-62-000-1880; Fassadenpreis 2023)
- Burggrafenstraße 1/Friedenstraße 34: Mietshausgruppe in Ecklage, viergeschossiger Mansarddachbau mit Zwerchhaus, zwei Erkern und rustiziertem Erdgeschoss, in historisierenden Formen, um 1910/20 (Denkmalliste D-1-62-000-1028)
- Friedenstraße 34a/36: Mietshausgruppe in Ecklage, viergeschossiger Satteldachbau mit Zwerchhäusern und sehr flachen Erkern mit Putzgliederung in historisierenden Formen, um 1910 (Denkmalliste D-1-62-000-1882)

## Weitere Gebäude
- Technisches Rathaus (München)

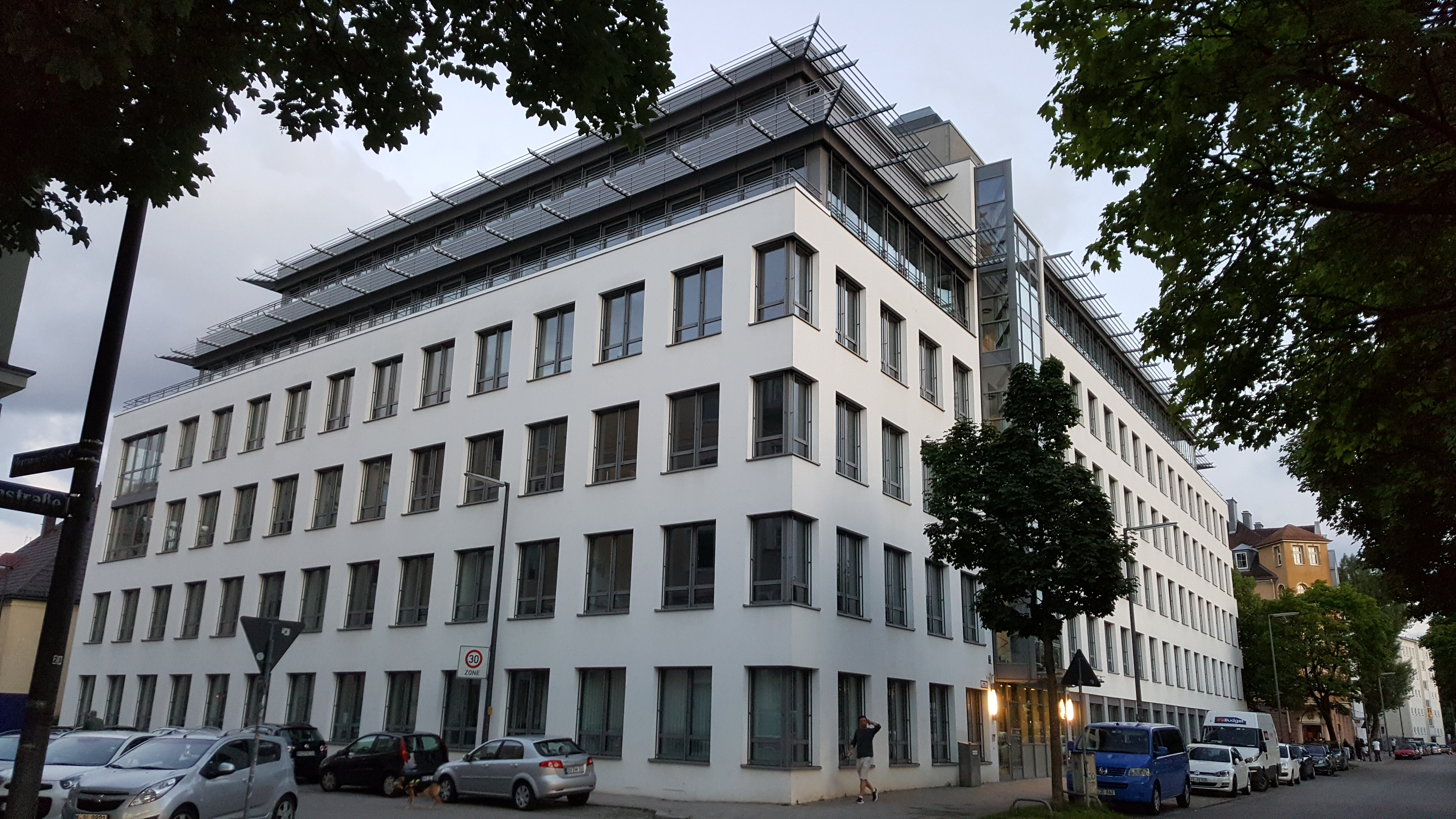
Firmengebäude von Rohde & Schwarz (Nr. 22)

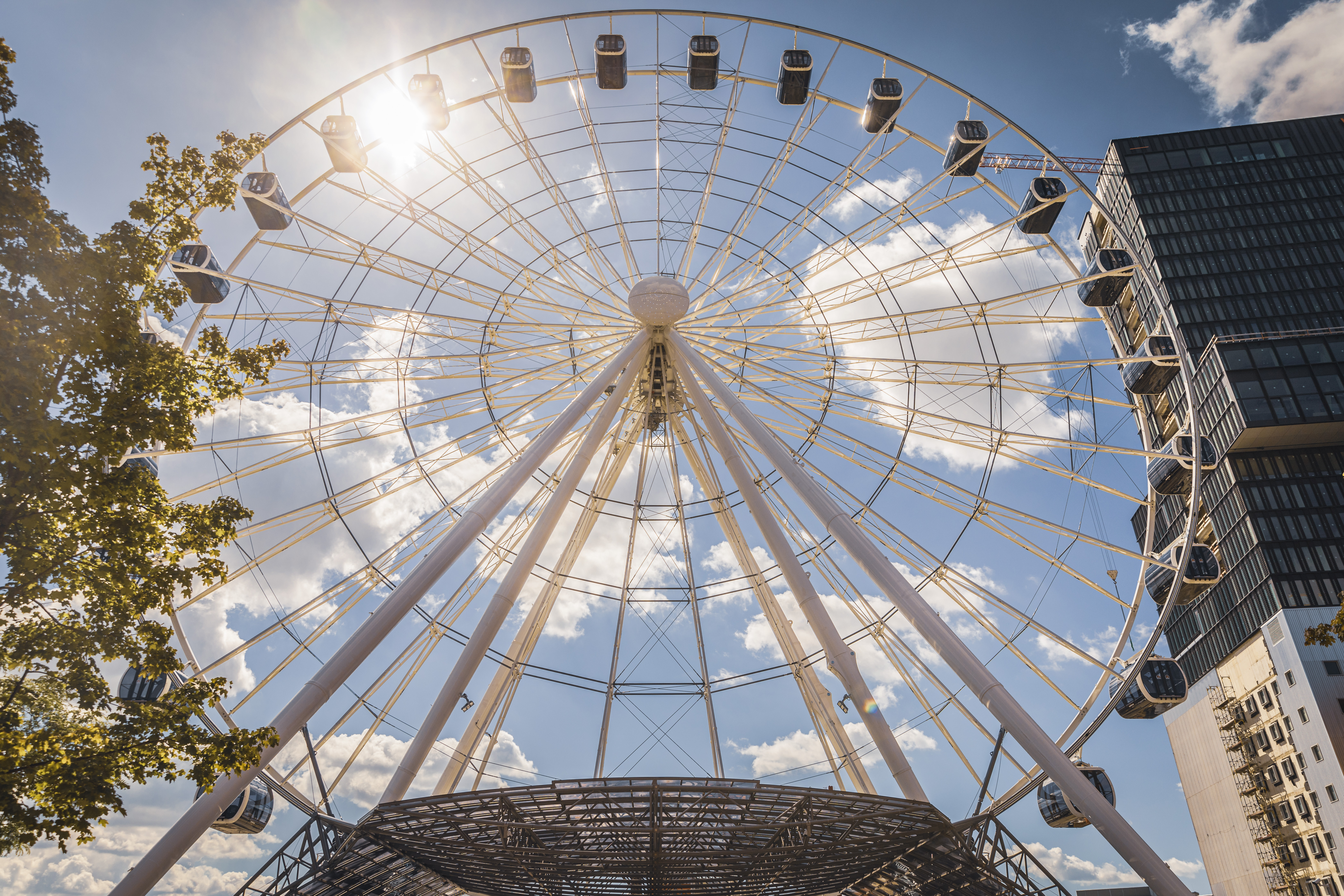
Riesenrad Umadum

- Konzerthaus München, geplantes Haus für das Symphonieorchester des Bayerischen Rundfunks, an der nach Südosten in das Werksviertel abzweigenden Atelierstraße, Realisierung derzeit ungewiss, Zwischennutzung durch das Riesenrad Umadum (früher Hi-Sky).

## Kunstobjekte
- Courtyard in the Wind von Vito Acconci (2000), Friedenstraße 40 (Technisches Rathaus).[4]